# 首都师范大学附属中学通州校区
39°54′12″N 116°38′41″E / 39.903423°N 116.64482°E
首都师范大学附属中学通州校区是一家教育部门主办的完全中学，位于北京市通州区中山大街50号。学校总建筑面积85440平方米，主要建设教学用房、办公及管理用房、生活服务用房、宿舍、设备用房、人防工程等。
学校建筑已列入《北京市2020年重点工程计划》，将于2021年9月投入使用，将提供2310个中学学位。学校将设置54个班，其中初中24班，学位960个；高中30班，学位1350个。学校将与附近学校共享硬件设施，还会开放部分课程和活动供校外学生参加。校区建成前，学校在北京市通州区运河中学借址办学。